# つのせ
株式会社つのせは、大阪府大阪市住吉区に本店を置く菓子メーカー。二ツ井戸津の清（ふたついどつのせ）の名でも知られる1752年（宝暦2年）創業の老舗で、大阪名物「おこし」（粟おこし、岩おこし）を製造している。

## 概要
1752年（宝暦2年）に初代の津国屋清兵衛により板状の粟おこしがつくられた。大坂道頓堀二ツ井戸（後の二ツ井戸町）に位置し、大坂の名所・名物として、以下の通り記録に残されている。
- 文政・天保年間に発行された「商人買物獨案内後編全」に、「本家 大坂道頓堀二ツ井戸西 津国屋清蔵」として店構えの絵が掲載されている[1]。
- 天保年間発行の古地図の浪華名所獨案内では「二ツ井戸」とともに、「岩ヲコシ」と「ツノセ」として記載されている[2][3]。
- 守貞謾稿の巻六では「岩起売」「大阪道頓堀二ツ井戸西津の国屋清兵衛専ら之を製し売りて今世名物となり、各月毎日所要の黒糖を用ふること海内一とす」との記載がある[4]。

地名の由来となった二ツ井戸は、1634年頃から設置されていた長方形の石の井桁の真中を石で仕切った2つ並びの井戸で、大坂の名所とされていたが、1889年（明治22年）に道路の整備のため埋め立てられ、西側（現在の道頓堀1丁目東3-23）にあった津の清（つのせ）が井戸枠の払い下げを受けて店頭に移設した。しかしながら、1945年（昭和20年）の大阪大空襲により、御影石の井戸枠は修復不能となった。津の清（つのせ）は江戸時代に店があった西側の高津入堀川清津橋東詰（現在の道頓堀1丁目東6-21）に移転し、1952年（昭和27年）にその店頭に二ツ井戸の井戸枠を復元し、「二ツ井戸旧蹟碑」とともに2000年（平成12年）まで存在した。本社屋は、1983年（昭和58年）の改修で、1985年（昭和60年）に大阪都市景観建築賞（大阪まちなみ賞）第5回奨励賞を受賞した。なお、2012年（平成24年）4月に、つのせ店頭にあった二ツ井戸の銘板と標柱（炭山南木の揮毫）は、千日前通の国立文楽劇場前に設置されている（大阪市中央区日本橋1丁目12-10付近）。
その後、堺市堺区浅香山町3丁9番11号に移転。2016年（平成28年）6月には大阪市住吉区長居西1丁目5番1号に移転している。

## 主な商品
- おこし（板おこし）
  - 粟おこし
  - 岩おこし
  - 生姜おこし
  - 浪花草紙
- ピーナッツおこし

棟方志功や鹿目尚志がデザインした包装紙を用いていた。